# 林明溱
林明溱（1951年2月13日—），中華民國政治人物，中國國民黨籍，生於南投縣集集鎮，曾任南投縣縣長、立法委員、南投縣政府觀光局局長、南投縣議會議員、南投縣集集鎮鎮長及臺灣省政府建設廳技士，前南投縣縣長林洋港、林源朗是林明溱的叔公。

## 早年
林明溱生於集集鎮八張里。

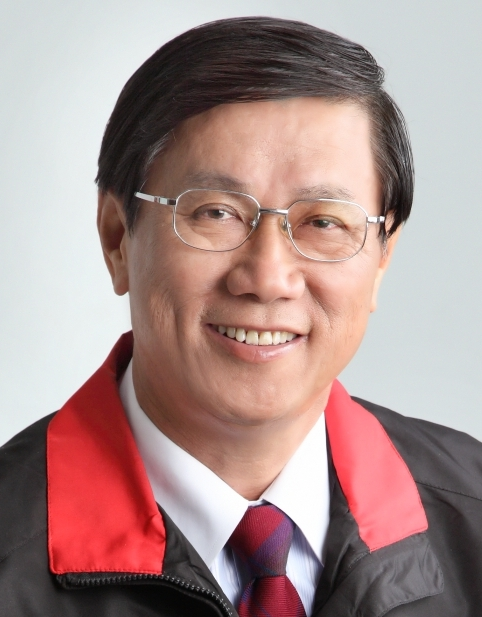
立法院官方肖像

幼時家中經營碾米廠，經濟狀況小康。15歲時父親過世，家庭經濟走下坡。

## 從政
1994年首次當選集集鎮鎮長，1998年連任，第二任期內發生921大地震。2001年在鎮長卸任前獲中國國民黨提名參選南投縣縣長，挑戰尋求連任的彭百顯，僅獲得不到兩成的票數，敗於民主進步黨提名參選的林宗男，隔年初轉戰南投縣議會；2005年脫黨二度角逐縣長寶座，最終卻「競而不選」，僅獲六千餘票。這使得國民黨提名的時任南投市市長李朝卿在泛綠分裂的情況下擊敗尋求連任的林宗男及辭去立委職務轉戰縣長的蔡煌瑯。在卸任議員後，接受李朝卿縣府邀請擔任觀光局長。
立法委員
2007年為參選立委而請辭觀光局長；2008年轉戰南投縣第二選舉區立法委員，並以57.93%的得票率擊敗尋求三連霸的湯火聖，並於2012年順利連任。
南投縣縣長
2014年九合一選舉時，第三度參選南投縣縣長，並再度獲國民黨提名。林以5,642票的微小差距擊敗民進黨提名的前立委李文忠，終於在第三度叩關時當選。
2018年九合一選舉，林明溱再次代表國民黨挑戰連任，對上民進黨提名的草屯鎮鎮長洪國浩，林明溱自競選開始民調即大致穩定領先，最後以66%的得票率（共195,385票）高票連任縣長。
2023年1月，獲國民黨徵召參與立委補選，並表態不會再爭取連任，最終以不到2,000票的些微差距落敗。

## 事件及爭議

### 賄選判刑
林明溱於2002年競選縣議員時、以大同醬油膏605瓶禮盒及186張提貨券等賄選，經一、二審均判決有罪：有期徒刑4個月，褫奪公權2年，缓刑2年。

### 涉財產來源不明、其兒擔任縣府特助
2022年，林明溱遭爆料，其兒子林儒彬擔任無給職縣長特助3年，卻能買入推估約2,600萬元的豪宅。林明溱先是回應，其老家殘破，退休後欲有房屋居住，以兒子之名興建，用自己的立委、縣長得票補助款加貸款來建，難道不行嗎？但曾琮愷爆料質疑，縣長職月薪17萬餘元，要20年不吃不喝，即使再加上選票補助款也不夠，疑似涉及財產來源不明罪，應接受檢視，且好好地對外說明。113年9月11日，監察院依違反公職人員利益衝突迴避法第12條規定罰鍰180萬元。

### 碩士論文涉嫌抄襲
2023年2月13日，正在參與南投縣第二選舉區立法委員缺額補選的林明溱，遭指控其朝陽科技大學碩士論文涉嫌抄襲，在最應具備原創性的第五章「結論」，也幾乎全都是抄襲他人。對此，林明溱競選辦公室回應絕對經得起考驗。而校方也證實收到檢舉。

### 對競爭對手比倒讚
2023年3月2日，隨著立委補選將至，候選人皆以車掃或徒步的方式爭取支持者支持，基隆市議員張之豪、南投縣議員沈夙崢在幫助同黨候選人蔡培慧輔選時指控林明溱對其助選人員比倒讚和出言辱罵，引發民主進步黨人士的批評，但林明溱對此爭議並未回應。

## 選舉紀錄
| 年度 | 選舉屆數               | 選舉區           | 所屬政黨   | 得票數  | 得票率 | 當選標記 | 備註 |
| ---- | ---------------------- | ---------------- | ---------- | ------- | ------ | -------- | ---- |
| 1994 | 第十二屆集集鎮鎮長選舉 | 南投縣集集鎮     | 中國國民黨 |         |        |          |      |
| 1998 | 第十三屆集集鎮鎮長選舉 | 南投縣集集鎮     | 中國國民黨 | 4475    | 67.41% |          |      |
| 2001 | 第十四屆南投縣縣長選舉 | 南投縣           | 中國國民黨 | 48,268  | 18.76% |          |      |
| 2002 | 第十五屆南投縣議員選舉 | 南投縣第三選舉區 | 中國國民黨 | 4941    | 17.8%  |          |      |
| 2005 | 第十五屆南投縣縣長選舉 | 南投縣           | 無黨籍     | 6,271   | 2.28%  |          |      |
| 2008 | 第七屆立法委員選舉     | 南投縣第二選舉區 | 中國國民黨 | 62,344  | 57.93% |          |      |
| 2012 | 第八屆立法委員選舉     | 南投縣第二選舉區 | 中國國民黨 | 79,008  | 54.32% |          |      |
| 2014 | 第十七屆南投縣縣長選舉 | 南投縣           | 中國國民黨 | 149,361 | 50.96% |          |      |
| 2018 | 第十八屆南投縣縣長選舉 | 南投縣           | 中國國民黨 | 195,385 | 66.72% |          |      |
| 2023 | 第十屆立法委員補選     | 南投縣第二選舉區 | 中國國民黨 | 43,293  | 47.34% |          |      |

## 外部連結
- 林明溱的Facebook專頁
- YouTube上的林明溱頻道
- 立法院立法委員林明溱簡歷 （页面存档备份，存于）

| 中華民國政府職務                   | 中華民國政府職務                                         | 中華民國政府職務 |
| ---------------------------------- | -------------------------------------------------------- | ---------------- |
| 南投縣集集鎮公所                   |                                                          |                  |
| 前任： 黃炎明                      | 集集鎮鎮長 第十二、十三屆 1994年3月1日－2002年2月28日    | 繼任： 李崇慶    |
| 南投縣政府                         |                                                          |                  |
| 前任： 陳志清（代理） 正任：李朝卿 | 南投縣縣長 第十七、十八屆 2014年12月25日－2022年12月25日 | 繼任： 許淑華    |